# Lucas Gamba
Lucas Emanuel Gamba (Mendoza, 24 giugno 1987) è un calciatore argentino, attaccante dell'Unión (SF).

## Caratteristiche tecniche
È un centravanti.

## Carriera
Ha giocato nella prima divisione argentina ed in quella ecuadoriana.